# 9083 Ramboehm
9083 Ramboehm (1994 WC4) là một tiểu hành tinh vành đai chính được phát hiện ngày 28 tháng 11 năm 1994 bởi C. S. Shoemaker và D. H. Levy ở Palomar.